# شركة العهد للنشر
يعد موقع شركة العهد للنشر الحالي هو المطران أوكلاند، مقاطعة دورهام، إنجلترا. لا تزال الكوفنانت للنشر مستمرة في طباعة وبيع الأدب الإسرائيلي البريطاني.

## التاريخ
أصبح ويليام باسكو غورد أول مدير لدار نشر العهد في عام 1922 بعد انتقاله إلى إنجلترا. وهو نفسه مؤلف غزير الإنتاج عن إسرائيل البريطانية نشر العديد من أعماله الخاصة من خلال دار نشر B.I.W.F حتى وفاته في عام 1937.نشرت دار نشر العهد الكتب والكتيبات (وكذلك البضائع الأخرى) منذ عام 1921، على الرغم من أن الناشر لم يتم إنشاؤه «رسميا» حتى العام التالي. نشرت المنشورات من عام 1921 تحت عنوان «العهد»، في حين نشرت من عام 1922 باسم «العهد للنشر» Co., Ltd. وباعت بعض أقدم المنشورات الكتابية أكثر من 000, 40 نسخة ، وأسست شركة Covenant Publishing فيما بعد دار النشر الخاصة بها في الخارج في أمريكا.

## المنشورات البارزة
قبائل إسرائيل المفقودة لريتشارد ريدر هاريس (1921)
مصير بريطانيا وأمريكا لويليام غوردون ماكندريك الملقب بـ «صانع الطريق» (1921)
سانت بول في بريطانيا بقلم ريتشارد ويليامز مورغان (1925).
رجل عهد الله: بريطاني -إسرائيلي لإدوارد فاراداي أودلوم (1927)
أسماء إسرائيل بعد الأسر لويليام باسكو غورد (1934)
قيادة الأبدية فيرار فينتون(1935)